# Mylabris humeralis
Mylabris humeralis là một loài bọ cánh cứng trong họ Meloidae. Loài này được Walker miêu tả khoa học năm 1858.